# 3901 Nanjingdaxue
3901 Nanjingdaxue (1958 GQ) là một tiểu hành tinh vành đai chính.